# Bernardo Mota
Pour les articles homonymes, voir Mota.
Bernardo Gonçalves Pereira Mota, né le 14 juillet 1971 à Lisbonne, est un joueur de tennis professionnel portugais.
Finaliste en simple du tournoi Challenger de Casablanca en 1991, son palmarès en double comprend un titre ATP à Porto en 1996, un tournoi Challenger à Espinho en 2000 et trois tournois Futures.
Il fut avec Emanuel Couto et Nuno Marques un joueur important de l'équipe du Portugal de Coupe Davis.
Ayant disputé à trois reprises les Jeux olympiques, il s'est notamment illustré à Barcelone en 1992, ne s'inclinant qu'en cinq sets contre le n°4 mondial Goran Ivanišević. Lors des deux éditions suivantes, il ne joue qu'en double, avec respectivement Couto et Marques.
Son frère, Andre a été professionnel dans les années 1990.

## Palmarès

### Titre en double messieurs
| No | Date       | Nom et lieu du tournoi | Catégorie    | Dotation  | Surface      | Partenaire    | Finalistes                  | Score         |  |
| -- | ---------- | ---------------------- | ------------ | --------- | ------------ | ------------- | --------------------------- | ------------- |  |
| 1  | 10-06-1996 | Oporto Open Porto      | World Series | 400 000 $ | Terre (ext.) | Emanuel Couto | Joshua Eagle Andrew Florent | 4-6, 6-4, 6-4 |  |

## Parcours dans les tournois du Grand Chelem

### En double
| Année | Open d'Australie | Open d'Australie | Internationaux de France | Internationaux de France | Wimbledon               | Wimbledon         | US Open | US Open |
| ----- | ---------------- | ---------------- | ------------------------ | ------------------------ | ----------------------- | ----------------- | ------- | ------- |
| 1997  | —                | —                | 2e tour (1/16) E. Couto  | L. Jensen M. Jensen      | 2e tour (1/16) E. Couto | M. Damm P. Vízner | —       | —       |

N.B. : le nom du ou de la partenaire se trouve sous le résultat ; le nom des ultimes adversaires se trouve à droite.